# Dan Iacob
Dan Iacob (n. 14 februarie 1960, Piatra Neamț) este un scriitor, ziarist, bibliotecar și inginer român. În periada anilor 2009-2016 a inițiat proiectul „Atelier de teatru-lectură pentru vârsta a III-a” în Piatra Neamț.

## Biografie
Dan Iacob a studiat la liceul Petru Rareș din orașul Piatra Neamț, iar mai apoi a urmat cursurile Facultății de Transporturi din cadrul Institutului Politehnic București, pe care a absolvit-o în 1985. La începutul anilor `90 a frecventat, pentru un an, cursurile Facultății de Teologie din Iași, continuând mai apoi lecturile teologice în particular.

În august 1986, în urma unui scurt dialog epistolar, l-a vizitat, la Păltiniș, pe filosoful Constantin Noica. Sub influența operei lui, și a altor câtorva vârfuri ale culturii românești interbelice, s-a format, ca autodidact, după 1989  deschizându-i-se orizontul teologiei, al studiilor legate de ezoterism, mitologie, literatura sapiențială, studii tradiționale.

În primăvara anului 1987 se căsătorește cu Daniela Udilă, în urma căsătoriei născându-se două fete: Raluca-Daniela și Teodora.

A debutat ca scriitor în anul 2001 cu eseul „Neodihnirea de ființă”, la editura Nona din Piatra Neamț.

Din anul 2008 lucrează ca bibliotecar la Biblioteca Județeană „G.T. Kirileanu" din Piatra Neamț unde, din luna martie a anului 2021, a reluat în calitate de regizor „Atelierul de teatru-lectură" cu piesa lui Mihail Sebastian, „Ultima oră".

Pentru anul 2021 pregătește ediția a III-a, definitivă, a romanului „Ramura de liliac", dar și un volum de interviuri bazat pe întrebările adresate de domnul Aristotel Bunescu.

## Cărți publicate
- Neodihnirea de ființă, Editura Nona, Piatra Neamț, 2001
- Lasă-te locuit, Editura Timpul, Iași, 2004
- Drumuri prin memorie:  semicentenarul unui mod de a fi, Editura Cetatea Doamnei, Piatra Neamț, 2010 (volum scris în colaborare cu Gheorghe Ostahie și Ioan Gabur)
- Pecetea, Editura Cetatea Doamnei, Piatra Neamț, 2010
- Uită-te o clipă, răsare soarele: jurnal de idei, stări și lecturi, Editura Eikon, Cluj Napoca, 2011
- Această lume nu e o concluzie, Editura Eikon, Cluj Napoca, 2013
- Iisus Hristos. Creștinismul. Biserica: o antologie de autori, texte și teme din al doilea mileniu, Editura Conta, Piatra Neamț, 2015
- De la Nistru pan' la... Nisa, Editura Eikon, București, 2015
- 28 de trepte ale realului, Editura PapiruSMedia, Roman, 2015
- Ramura de liliac, ediția I, Editura Eikon, București, 2017
- Ramura de liliac, ediția a II-a, revăzută și adăugită: Ramura de liliac: povestea unei iubiri în pârgul vieții, Editura Eikon, București, 2019
- Sunetul Noica: o antologie de autori, texte și teme legate de viața și opera filosofului român, Editura PapiruSMedia, Roman, 2019
- Ecoul Vasile Lovinescu: autori, texte și teme legate de viață și operă, Editura Eikon, București, 2020

## Activitate jurnalistică
A colaborat timp de doi ani (2004‐2006) la „Suplimentul literar și artistic" al ziarului „Monitorul de Neamț" și timp de un an (2006‐2007), la săptămânalul „Ochiul Public". A publicat articole în revistele „Conta", „Antiteze", „Convorbiri literare", „Asachi", „Credința neamului", „Trivium", „Saeculum" dar și pe pagina de internet cristoiublog.ro. Căutările sufletești, spirituale, l‐au apropiat de grupul de discipoli ai lui Vasile Lovinescu, de Athos, unde a stat nouă zile în toamna anului 2004 și cinci zile în toamna anului 2007, de Țara Sfântă, unde a făcut un pelerinaj în perioada sărbătorilor de Paști ale anului 2007. În perioada octombrie 2019 – iunie 2020 a susținut sâmbăta și duminica, la postul de radio „Jurnal FM" din Piatra-Neamț, între orele 12.00 și 14.00, emisiunea „Bibliotecarul de serviciu“. Dincolo de toate acestea este, așa cum îi place să spună, un neodihnit de ființă.	

## Aprecieri critice

### Sorin Lavric
| “ | Dan Iacob scrie clar, senin, cu o tentă reculeasă, într-o sintaxă de tăietură eseistică, fără dantelării simandicoase. Comentariile sale, de un calm halkionic, servesc ca act de mijlocire culturală, fără a avea pretenția nuanțelor originare. Dan Iacob nu e original sub unghiul gîndurilor, ci autentic sub unghiul gradului de regăsire: e valoros acel scriitor în ale cărui gînduri se află pe sine. Cum obsesia originalității merge mînă în mînă cu orgoliul recunoașterii, autorul nu așteaptă ecouri publice, și e mefient că va primi vreodată recunoașterea. De aceea actul scrisului e ordalițiu săvîrșit ca scop în sine, din nevoia de a-și scoate din latență predispozițiile pe care și le bănuiește. Dar peste tot, motivația adîncă e nevoia de exercițiu spiritual, exercițiu pe care orice om cu deficit de orizont îl face de-a lungul vieții. Sorin Lavric - 2013 | ” |

### Dan Stanca
| “ | Dan Iacob este un spirit care merge în răspăr, înoată împotriva curentului, este îndrăgostit iremediabil de interbelic și nu de interbelicul acela confuz pe care mulți l-au demitizat, ci interbelicul-tezaur care a deținut adevărate briliante. Nu știu dacă în istoria poporului român vom mai cunoaște un asemenea interval care să îngăduie o asemenea explozie spirituală. Iar Dan Iacob, dacă a făcut tot ce a făcut, a fost animat de această convingere. Tocmai de aceea lui nu-i pasă de ce mai spun unul și altul, nu-i pasă dacă e uneori luat în derâdere sau e considerat un „caz” într-o lume care a depășit faza tradiției îndărătnice și are în consecință nevoie de alte orizonturi. Dragostea lui pentru Vasile Lovinescu este absolută și nu comportă nici o nuanțare. Tot ce a făcut el în acest volum consistent este dovada îmbinării aproape neverosimile între tenacitate și iluminare. Mai rar vezi că un aproape de-al tău e în stare deopotrivă să muncească pe brânci și în același timp să aibă grația unui prinț. Oamenii hărăziți sunt, din păcate visători și neproductivi, iar harnicii nu știu decât salahorie și atât. Ca niște sclavi, vâslesc în galeră până la epuizare. Dan Iacob are înfățișarea unui salahor, a unui ocnaș, chiar a unui stahanovist, dar dedesubtul carcasei sale se zbate un sunet de ciocârlie. Simbolul angelic al înaripatei îl ajută de fiecare dată să nu eșueze în proiecte titanice, dar lipsite de har. Știu că m-a cunoscut și m-a admirat datorită cărții mele despre același Vasile Lovinescu, apărută cu peste două decenii în urmă. Mi-a spus că volumul meu i-a dat dureri de cap. Și-a scremut mintea ca să înțeleagă anumite pasaje. Mă bucur că până la urmă s-a dumirit și astfel a purces la rându-i în aceeași ascensiune abruptă. Nu-și va luxa glezna și cu atât mai mult, nu-și va rupe gâtul. Ajuns la capăt nu va fi mult schimbat față de cel care a plecat la drum. De ce aceasta? Deoarece tot urcând a înțeles că adevăratul alpinist nu e acela care a atins piscul pe care și l-a propus, ci acela care, după ce a ajuns în vârf, face de acolo saltul în sus, dar fără să mai aibă în față un perete stâncos de care să se agațe. Aceasta este ascensiunea finală. Dan Iacob, la 60 de ani, așteaptă clipa saltului. Dan Stanca - 2020 | ” |

### Vianu Mureșan
| “ | Dintr-o formulă de alint eminesciană – ramură de liliac – de care poetul făcea uz în scrisorile către Veronica, Dan Iacob face un titlu de carte, dar și altceva. Construiește un cod de comunicare ce are atât funcție de recunoaștere, cât și de transfigurare într-o relație de iubire. Povestea din această carte se încheagă și evoluează folosind coduri culturale consacrate de Sadoveanu și Eminescu, însă cred că nu dintr-o pedanterie gratuită. Mimetismul de situație, imitațiunea ipostazei erotice arhetipale este, cred, mecanismul religios care stă la baza poveștii de iubire din carte. Ca orice gest fundamental în istoria omului, și dragostea este o imitatio, reface în mod ritualic o situație originară. Creanga de aur și ramura de liliac sunt astfel de coduri culturale simbolice, dar ele acționează ca mecanisme vii în povestea întrețeserii intime a celor două personaje, mânate în amor de nostalgia androginiei și visul mântuirii prin dragoste. Acestea nu doar că trăiesc o poveste de iubire, ci compun o gnoză a Iubirii mântuitoare cu o evanghelie proprie, crez și rugăciune proprii, dezlegate de „așezarea bisericească” a tradiției. Adunând argumente din mistica iubirii unitive trubadurești, dar și din evanghelii apocrife și gnozele tantrice, cuplul Cristina-Klimt își contruiesc împreună o iubire care mișcă sori și stele. Aceasta e desăvârșirea lor, aceasta cred ei că este desăvârșirea permisă omului pe pământ. Dan Iacob este, în această carte, un apologet al Iubirii mântuitoare, în care crede cu fervoare religioasă și despre care scrie pagini de-o tensiune poetică uluitoare, unde tonul ditirambic, spiritul ludic și divagația filosofică se combină armonios, dar îngăduind și unele sincope cu efect retoric. Întreaga construcție lasă impresia unui eseu, este o alcătuire făcută din idei, convingeri, gânduri, digresiuni, poate și unele eresuri, în vreme ce elementul narativ e redus la o schiță. La Dan Iacob emoțiile, trăirile de natură erotică sunt limbajul din care se întrupează lumea. Nu vedem în lume ce este, ci vedem exact ce iubim, cum și cât iubim – aceasta e convingerea lui. Iubirea este ochiul spiritului. În absența ei trăim într-o lume opacă, ne ducem viețile în galerii subcerești unde nu există luminători. Vianu Mureșan - 2019 | ” |

### Prezența în antologii
- „Un dicționar al literaturii din județul Neamț de la copiști la suprarealiști, secolul al XV-lea - 2012”, Tomșa Constantin, Ed. Cetatea Doamnei&Crigarux, Piatra Neamț, 2014, ISBN 978-606-8450-22-3
- Uniunea Scriitorilor din România - Filiala Bacău: SUB SEMNUL LUI BACOVIA - antologie pentru „mâine și mai mâine”, Calistrat Costin, editura artbook Bacău, 2015, ISBN 978-606-93696-9-2
- „Enciclopedia scriitorilor români contemporani de pretutindeni (în propria lor viziune)”. Acad. Mihai Cimpoi, Traian Vasilcău, Colecția „Pasărea Phoenix”, Tipografia Centrală Chișinău, 2019, ISBN 978-997-533-567-6

## Premii literare (selectiv)
- Premii la Concursul Daniel Turcea pentru nuvela „A opta zi“ (nepublicată încă în volum) și pentru eseul „Neodihnirea de ființă“ (1995)
- Premii la Avangarda XXI (Bacău) și la Festivalul Internațional de Creație Vrancea Literară pentru romanul autobiografic „De la Nistru pân la … Nisa” (2015)
- Premiul „George Bălăiță“ pentru romanul-eseu „Ramura de liliac: povestea unei iubiri în pârgul vieții” (2020)

## Afilieri
- Membru al Uniunii Scriitorilor din România, Filiala Bacău, din anul 2012
- Membru al Uniunii Ziariștilor Profesioniști din România, Filiala Roman, din anul 2020